# 蜀王府

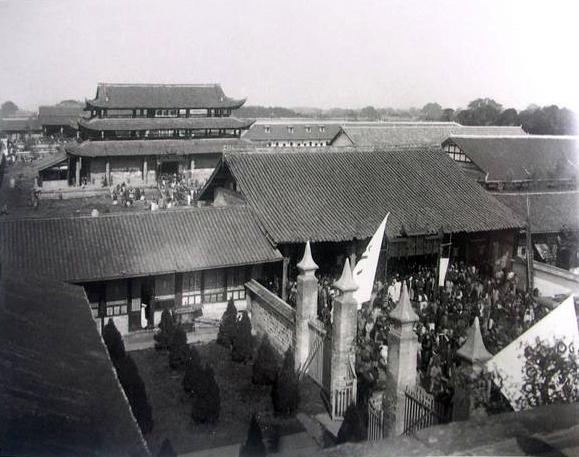
20世纪初的成都皇城

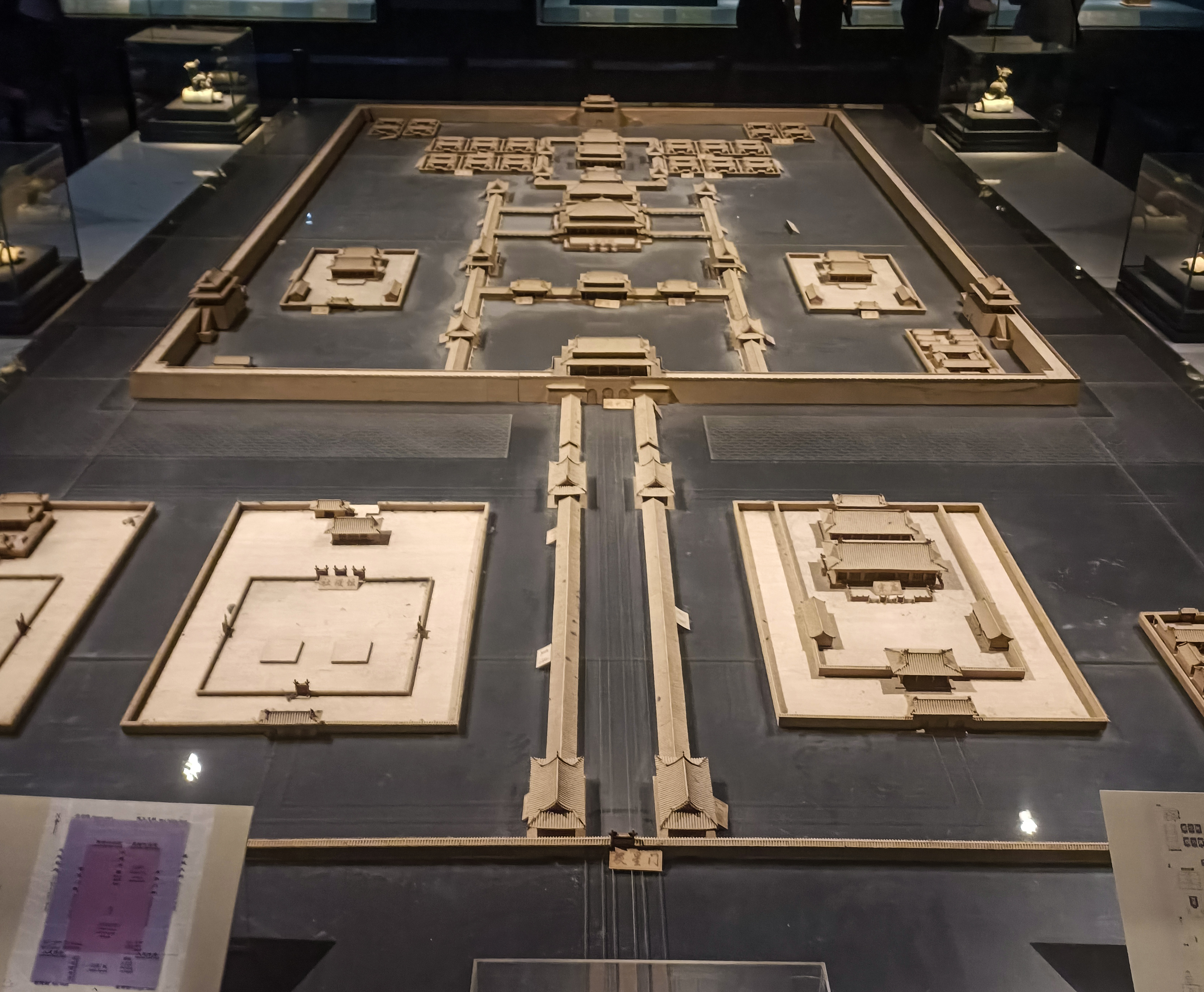
蜀王府示意模型，成都博物馆

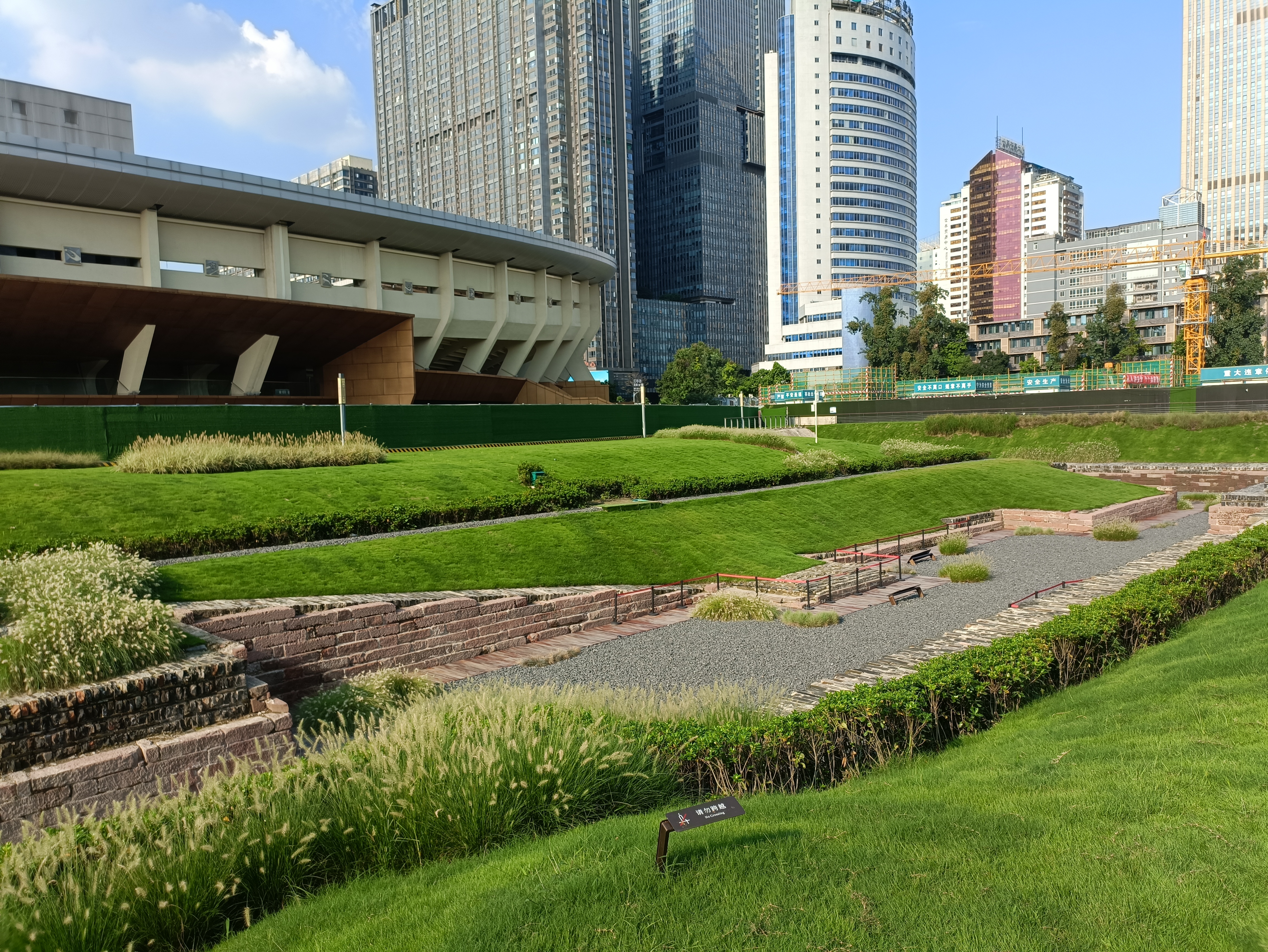
蜀王府水道遗址

蜀王府（另稱成都皇城）是明朝蜀王府邸，原位于成都中心，今青羊区天府广场、东华门、西华门及骡马市一带。当地百姓称之为“皇城壩”。

## 历史
明洪武十五年（1382年），朱元璋下令在成都修筑蜀王府，洪武二十三年（1390年）完工，从完工到崇祯十七年（1644年），共有13位蜀王生活在这里。明朝末年张献忠陷成都，以此为王宫。清顺治三年（1646年）遭到毁灭性破坏。
清朝蜀王府曾改为四川省举人之地，称为贡院。中華民國大陸時期曾先后被用为军政府和其他民政机构，四川大学也曾在此办学。贡院在1951年年被成都市人民政府改造成作为大小会议场所的至公堂、明远楼。
1949年后蜀王府随着城市的改扩建工程而被逐渐破坏，在1960年代末期的文化大革命中被彻底摧毀，在原址修建“毛泽东思想胜利万岁展览馆”和毛主席雕像。皇城拆除后，该地改称天府广场。2006年，展览馆改建为四川科技馆，雕像则一直保留，此外还修建了成都市出入境接待中心等建筑。
2013年至2017年，成都文物考古研究院联合四川大学历史文化学院发掘东华门附近的蜀王府遗址，发现水道、水池等。
2023年7月20日，成都东华门遗址公园对外开放，包括战国秦汉六朝、隋唐至两宋以及蜀王府等遗址。